# Kibyōshi
Kibyōshi (黄表紙Kibyōshi'?) es un género del libro ilustrado japonés kusazōshi (草双紙?) producido durante la mitad del periodo Edo, desde 1775 hasta principios del siglo XIX. Físicamente identificables por sus portadas amarillas, los kibyōshi se imprimían típicamente en volúmenes de 10 páginas, muchos de ellos abarcando de dos a tres volúmenes, siendo el número promedio de páginas totales de 30. Es considerado como el primer libro de historietas puramente adulto en la literatura japonesa, con un cuadro grande que abarca cada página, prosa descriptiva y diálogo que llenan los espacios en blanco en la imagen. Se le considera el verdadero origen del manga actual.
La gran cantidad de caracteres que existe en la lengua japonesa, hace que se combine la imagen, con carga verbal, y el texto escrito: una armonía entre la imagen y el texto o el texto que domina y dirige la imagen. La importancia de la dimensión verbal en la palabra escrita y en la construcción de significado están relacionadas, de manera inherente con lo pictórico.
Combina pictogramas, ideogramas y sílabas; una síntesis compleja de diferentes sistemas de representación que preparan a la mente de sus lectores de forma especial. Son capaces de disfrazar un código referido a un contexto e imaginario común. Para los lectores actuales puede que algunas cosas no tengan sentido y algunos matices pasen desapercibidos.
El kibyōshi se ha descrito como un tipo de manifestación artístico-literaria del sistema de escritura japonés: 
- Una evolución y adaptación de la escritura en Japón. Es un híbrido entre el sistema silábico japonés y los símbolos chinos.

Utilizan las sílabas para facilitar la lectura a todo tipo de públicos, como el rompecabezas que poco a poco une sus piezas. Los niños utilizan este sistema para las reglas nemotécnicas.
- El kibyōshi es pictórico porque la escritura japonesa añade ese carácter a la tradición caligráfica. De hecho, en el período Edo, según el profesor de historia japonesa Peter Francis Kornicki, los libros impresos eran tan "profundamente visuales" que "el encuentro de un lector con una obra de ficción abarcaba no solo un compromiso con un texto sino las convenciones y expectativas suscitadas por eso. Un estilo caligráfico reproducido en el texto impreso y con un estilo visual en las ilustraciones”.

Una tradición caligráfica que de alguna manera ha sobrevivido al advenimiento de la impresión en madera e impacta sobre la imaginación visual-verbal al tratar las palabras como imágenes. Al elevar las imágenes y las palabras al mismo plano de la conciencia lectora, el texto puede ser asociado con la sinestesia
El punto más importante, sin embargo, es que el tratamiento caligráfico del sistema de escritura japonés, en su mezcla de palabras e imágenes, moldea la naturaleza misma de esa imaginación visual-verbal. Al igual que el libro de historietas. Este aspecto parece desempeñar un papel menos significativo en el manga moderno. 
Si el CI visual-verbal pudiera medirse podría no haber ningún cambio apreciable entre el lector medio del kibyōshi a finales del siglo XVIII y el lector medio de un manga en Tokio de principios del siglo XXI.
Las palabras enmarcan la imagen general que describen, aun cuando no se pretende crear un lenguaje artístico, el conjunto recrea un espacio pictórico y artístico.
Los textos visuales son discretas entidades que permanecen en la mente, es una falsa distinción del nivel de creación y recepción fuera del contexto. El ojo salta de la palabra a la imagen. La lectura se realiza desde la parte superior a la parte inferior y de derecha a izquierda.
También hay que saltar de un nivel u orden de significante a otro, leer los objetos en las imágenes, tomar conciencia de la forma de la escritura, de su espaciamiento y de sus resonancias con el texto verbal. 
"Los cómics llevan esta experiencia de lectura a un nivel más primitivo", escribe Aimee Bender, "pasamos de una imagen, abajo, al lado, encima de la diagonal, fusionando imágenes y palabras sin esfuerzo.
La lectura del kibyōshi es pausada y se disfruta al descubrir cada significado oculto. Sin embargo, el manga moderno y los cómics en general no suelen exigir la misma intensidad de esfuerzo y la imaginación lúdica intrínseca a la lectura de lo visual-verbal.
Los autores juegan con el lenguaje de una manera muy sofisticada. En Occidente el lenguaje basado en las características alfabéticas no predispone de la misma manera a la persona a desarrollar su imaginación visual-verbal, lo cual no quiere decir que no sea imaginativa; sino que deriva de una forma distinta.